# 伊赫什德王朝
伊赫什德王朝（阿拉伯语：الإخشيديون，转写：AL-Ikhshīdīyyūn），是一個由突厥人穆罕默德·本·突格杰·伊赫什德建立的埃及王朝，由935年統治至969年。
他被阿拔斯王朝哈里發任命為瓦里，但事實上獨立，他的國家生存至969年法蒂瑪王朝征服福斯塔特為止。

## 君主列表
- 935–946 穆罕默德·本·突格杰·伊赫什德（محمد بن طغج الإخشيد）
- 946–961 艾卜勒·嘎西姆·乌努朱尔·本·伊赫什德（英语：Abu'l-Qasim Unujur ibn al-Ikhshid）（أبو القاسم أنوجور بن الإخشيد）
- 961–966 Abu'l-Hasan Ali ibn al-Ikhshid（أبو الحسن علي بن الإخشيد）
- 966–968 Abu al-Misk Kafur（英语：Abu'l-Misk Kafur）（أبو المسك كافور）
- 968–969 Abu'l-Fawaris Ahmad ibn Ali ibn al-Ikhshid（أبو الفوارس أحمد بن علي بن الإخشيد）